# Museo Sor María Jesús de Ágreda

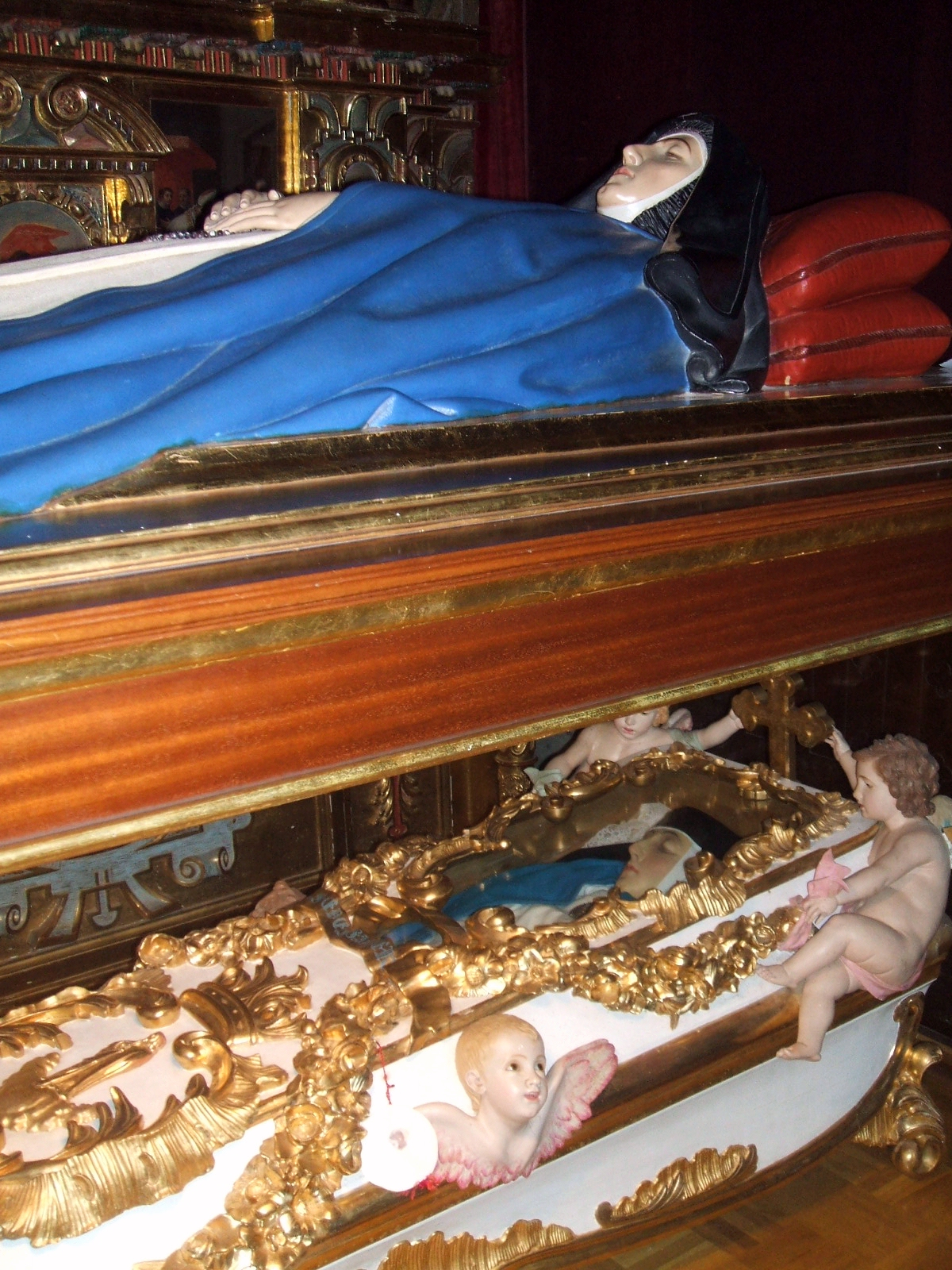
Sepulcro y cuerpo incorrupto de Sor María Jesús de Ágreda.

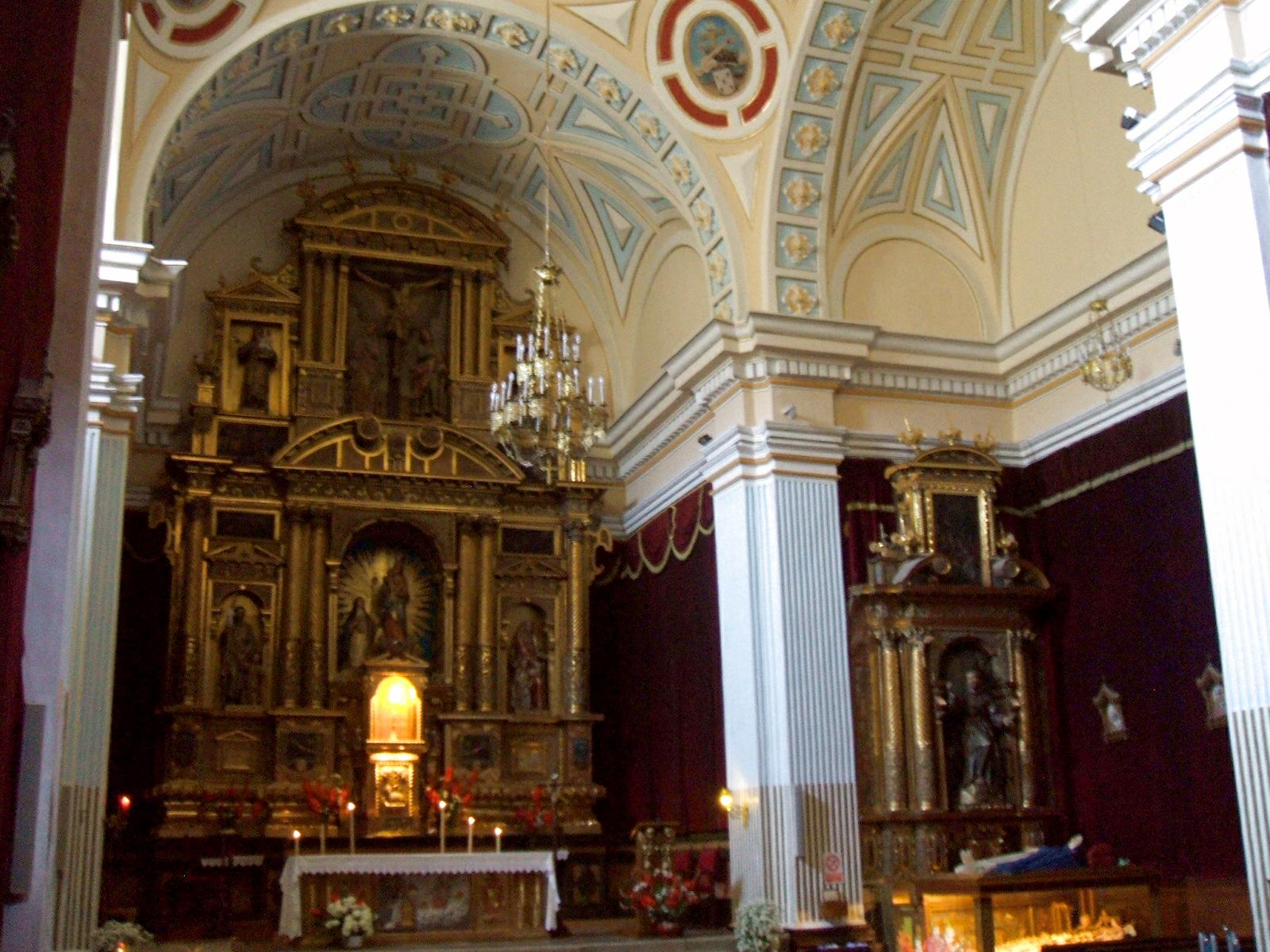
Interior de la iglesia del convento.

El Museo Sor María Jesús de Ágreda  es un museo religioso en cuya iglesia se conserva el sepulcro y el cuerpo incorrupto de la Venerable María Jesús de Ágreda. El museo se encuentra en el Convento de la Concepción en la villa de Ágreda, provincia de Soria, Castilla y León, España.

## Características
La iglesia y los retablos son del siglo XVII. En el museo pueden contemplarse escritos y objetos diversos de "la Venerable", entre ellos su correspondencia como asesora personal del rey Felipe IV, así como algunas de las obras que escribió y retratos reales de la escuela de Velázquez y un aguamanil de plata, obsequios del monarca.

## Visitas
El museo está abierto a las visitas de julio a septiembre todos los días, salvo los lunes, de las 11:00 a 13:00 y de 17:00 a 19:00h.
El museo se encuentra en la calle Vozmediano, 29, teléfono de contacto: 976-647095 (convento) o 976/192714 y 976/647190 para información general, visitas guiadas o reservas de grupos.